# Бурмантово
Бурмантово — посёлок в Свердловской области России, административно подчинённый городу Ивделю. Входит в Ивдельский муниципальный округ.
Ранее посёлок входил в состав Хорпийского сельсовета города Ивделя.

## Географическое положение
Бурмантово расположено в 68 километрах (по дорогам в 76 километрах) к северу от города Ивделя, в горно-лесной местности, на левом берегу реки Лозьвы, ниже устья её правого притока — реки Люльвы. В окрестностях посёлка расположен ботанический природный памятник — Бурмантовский кедровник, припоселковое насаждение самого северного сибирского кедровника Свердловской области, возраст деревьев которого превышает 130 лет.

## История посёлка
Деревня основана в конце XIX века Никитой Викуловичем Бурмантовым, отчего и произошло название. В свою очередь, фамилия Бурмантов восходит к Бур морт, что означает на коми-зырянском языке «добрый человек». В советское время развивался как лесозаготовительный посёлок ГУЛАГа.

## Население
| 2002 | 2010 |
| ---- | ---- |
| 75   | ↘42  |

| 2015 | 2020 | 2023 |
| ---- | ---- | ---- |
| 37   | 35   | 35   |